# 平末明日香
平末 明日香（ひらすえ あすか、1998年3月5日 - ）は、日本の女子バスケットボール選手である。三重県出身。ポジションはG。バスケットボール女子日本リーグのアイシン ウィングス所属。

## 来歴
2016年4月、東京医療保健大学に入学し、大学では岡田英里、永田萌絵、藤本愛妃らと共にインカレ3連覇を果たす。
2020年1月、アーリーエントリーでトヨタ紡織サンシャインラビッツに入団
2020-21シーズンのWリーグ新人王に選出される
2021-22シーズンのWリーグ、ベスト6thマン賞に選出

## 経歴
- 藤水ミニ - 橋南中 - 四日市商業高 - 東京医療保健大 - トヨタ紡織（2020年〜）